# هری پل
هری پل (انگلیسی: Harry Pell؛ زادهٔ ۲۱ اکتبر ۱۹۹۱) بازیکن فوتبال اهل بریتانیا است.
از باشگاه‌هایی که در آن بازی کرده‌است می‌توان به باشگاه فوتبال چارلتون اتلتیک، باشگاه فوتبال بریستول راورز، باشگاه فوتبال ای‌اف‌سی ویمبلدون، باشگاه فوتبال چلتنهام تاون، باشگاه فوتبال گریمزبی تاون، باشگاه فوتبال هرفورد یونایتد، باشگاه فوتبال ایستلی، باشگاه فوتبال هاستینگز یونایتد و باشگاه فوتبال کمبریج یونایتد اشاره کرد.